# Río Olivares
El río Olivares es un curso natural de agua ubicado en la Región Metropolitana de Santiago en Chile y desemboca en el río Colorado (Maipo). Su área de drenaje es una subsubcuenca, la 05706, de la cuenca del río Maipo.

## Trayecto
Los deshielos de los Glaciar Juncal Sur (en el Cerro Juncal) y Glaciar Olivares Gama (ubicado en el Cerro Altar) dan vida al río que en su inicio presenta el gran salto del río Olivares. Su torrentoso recorrido lo hace encajonado en la Reserva Cañón del Río Olivares para finalmente terminar como afluente del Río Colorado (Maipo). Drena todo el sector desde la frontera internacional hasta la Sierra Morada.: 336 
Los afluentes del Olivares son, de norte a sur: los esteros Tabolango, Las Pircas, Mil Hojas, Lomas Coloradas, Porrillo Frío y del Zanjón. Por el poniente son: desde el cordón del Cepo le caen los esteros Esmeralda, Castaños, Paramillos, Las Ramadas, de la Jarilla y Maitenes.

## Caudal y régimen
En toda la cuenca alta del río Maipo (hasta la estación fluviométrica en El Manzano), a la que el río Olivares pertenece junto al río Colorado, río Yeso y río Volcán, se aprecia un marcado régimen nival, con sus mayores
caudales en diciembre y enero, producto de los deshielos cordilleranos. El período de menores caudales se observa en los meses de junio, julio y agosto.: 70 

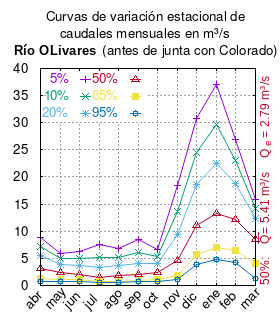
Curva de variación estacional del río Olivares antes de junta con el Colorado.

El caudal del río (en un lugar fijo) varía en el tiempo, por lo que existen varias formas de representarlo. Una de ellas son las curvas de variación estacional que, tras largos periodos de mediciones, predicen estadísticamente el caudal mínimo que lleva el río con una probabilidad dada, llamada probabilidad de excedencia. La curva de color rojo ocre (con {\displaystyle {\color {Red}\vartriangle }}) muestra los caudales mensuales con probabilidad de excedencia de un 50%. Esto quiere decir que ese mes se han medido igual cantidad de caudales mayores que caudales menores a esa cantidad. Eso es la mediana (estadística), que se denota Qe, de la serie de caudales de ese mes. La media (estadística) es el promedio matemático de los caudales de ese mes y se denota {\displaystyle {\overline {Q}}}. 
Una vez calculados para cada mes, ambos valores son calculados para todo el año y pueden ser leídos en la columna vertical al lado derecho del diagrama. El significado de la probabilidad de excedencia del 5% es que, estadísticamente, el caudal es mayor solo una vez cada 20 años, el de 10% una vez cada 10 años, el de 20% una vez cada 5 años, el de 85% quince veces cada 16 años y la de 95% diecisiete veces cada 18 años. Dicho de otra forma, el 5% es el caudal de años extremadamente lluviosos, el 95% es el caudal de años extremadamente secos. De la estación de las crecidas puede deducirse si el caudal depende de las lluvias (mayo-julio) o del derretimiento de las nieves (septiembre-enero).

## Población y economía
El valle del río Olivares posee importantes centros de atracción turística.
En cuanto a Flora del lugar se puede observar especies propias de ambientes en altura como el Pingo-Pingo, Junellia, Lengua de Gallina, Añañuca, Paihuen, Chacai, Rubilla, entre otras. Dentro de la fauna destacan aves como el cóndor, el diucón, el chincol, la perdicita, el cojón y la golondrina. Además se puede encontrar una variada gama de geoformas derivadas de la tectónica de placas, de un complejo sistema de fallamientos y de procesos erosivos asociados a la actividad glacial cuaternaria. También es posible divisar cascadas de diversos tamaños, preferentemente en primavera y verano. Destacan dentro de estas el salto del estero “El Bordón”, salto “Los Castaños” y el “Gran Salto del Río Olivares”.

### Casa Piedra Río Olivares
Una casa de piedra, la Casa Piedra Río Olivares es una estructura lítica de interés antropológico e histórico, de la cual no se poseen antecedentes exactos acerca de su origen, sin embargo, se asocia directamente a las actividades realizadas desde tiempos remotos. Probablemente desde la los primeros siglos de la era cristiana.

### Sendero de Chile
En junio de 2010, la Fundación Sendero de Chile y el Ministerio de Bienes Nacionales suscribieron un convenio de colaboración con el fin de establecer una alianza estratégica tendiente a potenciar, impulsar y desarrollar iniciativas de interés común, cuyo fin fuese la preservación de la naturaleza, la conservación del patrimonio ambiental y cultural, el desarrollo de programas de educación ambiental y el impulso del turismo de interés especiales. En este contexto, se dio inicio a las acciones tendientes a crear un gran espacio para la conservación y la recreación en ecosistemas de montaña en la Región Metropolitana de Santiago.
El área seleccionada para este desarrollo corresponde al predio fiscal Río Olivares.